# جاو وين
جاو وين (18 يناير 1985 بهونغ كونغ في الصين - ) هو لاعب كرة قدم صيني في مركز الوسط. شارك مع منتخب هونغ كونغ لكرة القدم. أما مع النوادي، فقد لعب مع نادي كيتشي.

## وصلات خارجية
- جاو وين على موقع قاعدة بيانات كرة القدم.إي يو (الإنجليزية)
- جاو وين على موقع ناشيونال فوتبول تيمز (الإنجليزية)
- جاو وين على موقع Soccerway.com (الإنجليزية)